# Скорбящие матери
Скорбящие матери (англ. The Mourning Mothers, перс. مادران پارک لاله‎) — неправительственная организация в Иране.
Организация представляет собой группу иранских женщин, чьи супруги или дети были убиты в результате государственных преследований в стране.
Другое название организации — «Матери парка Лале» (англ. Mothers of Laleh Park, перс. مادران پارک لاله‎).

## История
Организация «Скорбящие матери» основана в 2009 году женщинами, чьи мужья и дети были убиты правительственными агентами в ходе протестов после спорных президентских выборов в Иране и чьи родственники были жертвами массовых казней в 1980-х годах и других нарушений прав человека. В 2009 году иранский лауреат Нобелевской премии Ширин Эбади призвала женщин мира проявить солидарность со «Скорбящими матерями», надевая черное и встречаясь в местных парках по субботам с 19:00 до 20:00.

## Деятельность
«Скорбящие матери» проводят субботние акции в парке Лале в Тегеране, где их часто преследует и арестовывает полиция. По названию парка с 2010 года организация так же известна под именем «Матери парка Лале».
Основное требование «Скорбящих матерей» — привлечь правительство Ирана к ответственности за смерти, аресты и исчезновения их детей. «Скорбящие матери» призвали отменить смертные приговоры политическим заключенным, освободить узников совести и судить тех, кто был ответственен за убийство их детей. В частности, в 2010 году организация призывала власти привлечь к ответу виновных к убийству Неды Ага-Солтан.

## Аресты
9 января 2010 года более тридцати «Скорбящих матерей» были арестованы в парке Лале. По словам очевидцев, на матерей напали более 100 полицейских и агентов в штатском, которые силой затолкали матерей в полицейские фургоны. Эти аресты были широко осуждены правозащитными организациями. Матери были освобождены из тюрьмы 14 января 2010 года.
27 декабря 2011 года член группы Жила Карамзаде-Макванди (Zhila Karamzadeh-Makvandi) была арестована и приговорена к двум годам лишения свободы в тюрьме Эвин за «создание незаконной организации» и «действия против государственной безопасности». Amnesty International опротестовала ее заключение, назвав ее узницей совести, «содержащейся исключительно за её мирную деятельность в качестве члена организации „Матери парка Лале“». 4 апреля 2012 года участнице группы Мансуре Бехкиш сообщили, что она приговорена к четырём годам тюремного заключения за деятельность в группе. Другие члены, Лейла Сейфоллахи (Leyla Seyfollahi) и Надер Ахсани (Nader Ahsani) были приговорены к двум годам тюремного заключения каждая.